# Sosumi
Sosumi est un des sons système des ordinateurs Macintosh depuis le système d'exploitation Système 7 en 1991.

## Historique
Le son en question est un très court échantillon de xylophone. Il est devenu célèbre dans le folklore informatique, car il a été vu comme une réponse en forme de défi aux procès sur le droit des marques intentés par Apple Corps, la maison de disques des Beatles. Ce son a été inclus dans toutes les versions ultérieures de Mac OS, jusqu’à Mac OS X.
Au cours du développement du Système 7, les deux sociétés Apple avaient conclu un accord à l’amiable réglant un conflit précédent à propos de l’implémentation de la technologie MIDI par Apple dans ses ordinateurs. Selon les termes de cet accord, Apple Computer ne devait plus utiliser la marque Apple pour la vente de tous produits destinés à la musique.
Quand les nouveaux sons du Système 7 ont été créés, le service juridique d’Apple fit observer qu’un de ces sons avait un nom « trop musical » (chime). Le créateur de ce nouveau son, Jim Reekes (en), également créateur des sons de démarrage du Macintosh, frustré par cette observation légale, le renomma d’abord « Let It Beep » (par allusion à la chanson des Beatles Let It Be). Mais comme on lui faisait à nouveau observer que cela risquait de pas être approuvé, il répondit « so sue me » (Fais-moi un procès). Il renomma le son système en sosumi (un homophone), en affirmant au service juridique que c’était un nom japonais et que ça n’avait rien à voir avec la musique.
Sosumi est aussi le nom donné par plaisanterie à une feuille de style du site d’Apple, utilisée pour les mentions légales. Voir sur le site d’Apple :
```
<p class="sosumi">Copyright © 2007 Apple Inc. All rights reserved.</p>
```

C’est également le nom du blog de DVD Jon .

## Source de la traduction
- (en) Cet article est partiellement ou en totalité issu de l’article de Wikipédia en anglais intitulé « Sosumi » (voir la liste des auteurs).